# I Never Said Goodbye
| 전문가 평가 | 전문가 평가 |
| 평가 점수   | 평가 점수   |
| 출처        | 점수        |
| ----------- | ----------- |
| Allmusic    | [ 2 ]       |
| Kerrang!    | [ 3 ]       |

《I Never Say Goodbye》는 1987년 6월 23일, 게펀 레코드가 발매한 새미 헤이거의 아홉 번째 스튜디오 음반이다. 이 음반은 1984년 《VOA》 이후 그의 첫 번째 솔로 음반이었고, 그가 반 헤일런의 멤버로 있을 때 발매되었다. 음반은 반 헤일런과 레이블인 워너 브라더스 레코드(당시 게펀의 배급사이자 몬트로즈 시절 헤이거의 레이블)에 합류하기 위해 레이블을 떠나는 조건으로 게펀 레코드에 대한 계약상의 의무로 10일 동안 녹음되었다. 이 음반은 빌보드 200 차트에서 23주를 보냈고, 1987년 8월 15일, 차트 14위에 오르는 그의 최고 차트 솔로 음반이 되었다.
이 음반의 제목은 원래 《Sammy Hagar》였고, 제목이 없는 커버도 포함되어 있었다. 음반 이름은 《I Never Say Goodbye》로 변경되었으며, MTV 프로모션 콘테스트의 일부로 선택되었다. 1977년 음반인 《Sammy Hagar》와 혼동하지 않기 위해 《Sammy Hagar》이라는 제목을 붙이는 압박도 있다.
베이스 기타에 에디 반 헤일런이 참여하며, 그는 또한 〈Eagles Fly〉의 기타 솔로의 짧은 코너에서 연주한다.
〈Give to Live〉와 〈Eagles Fly〉는 반 헤일런이 헤이거와 함께 라이브로 불렀으며, 〈Give to Live〉는 1987년 메인스트림 록 트랙 차트에서 솔로 가수로는 처음 1위를 차지했다. 전곡은 라이브 음반 《Live: Right Here, Right Now》에 수록되었고, 후편은 옵션인 보너스 디스크와 〈Jump〉 싱글에 수록되었다.

## 배경
〈Returning Home〉은 헤이거의 첫 번째 음반 《Nine on a Ten Scale》의 속편이다. 〈Silver Lights〉는 외계인이 지구로부터 인간을 데려가는 이야기였지만, 〈Returning Home〉은 인간의 귀환 여행에 대한 이야기를 담고 있다. 헤이거는 그의 미래 자신이 그 당시 아이에게 말할 수 있는 이야기에도 적용될 수 있다고 말했다.
〈Standing' at the Same Old Crossroads〉는 〈Give to Live〉 싱글의 확장 버전으로 발매되었다.
〈Privacy〉는 헤이거가 검은 색 창문이 달린 자신의 차를 운전하면서 캘리포니아 고속도로 순찰대와 부딪힌 몇 가지 사건에서 영감을 받았다. 법정에서의 도전은 항상 하갈에게 유리하게 판결을 내리지만, 경찰은 하갈을 계속해서 끌어당기고 표를 주는 것을 막을 수 없었다.
〈Eagles Fly〉는 반 헤일런에 합류하기 전에 헤이거의 《VOA》 음반의 후속 곡으로 다른 세 곡과 함께 데모되었다. 그들이 《5150》의 녹음을 거의 끝냈을 때, 그리고 〈Dreams〉는 아직 작곡되지 않았을 때, 《5150》의 프로듀서인 믹 존스는 밴드가 다른 곡이 필요하다고 제안했다. 헤이거는 〈Eagles Fly〉를 음향적으로 밴드에 선보였는데, 이는 너무 민속하다고 거부되었다. 밴드는 후에 1995년 《Balance》 투어에서 라이브로 헤이거에 합류했다. 이 노래의 가사는 출생 직후의 의식 수준을 다루고 있는데, 이 곳에서는 인간들이 모든 것이 무엇인지, 모든 것이 무엇인지 알고 있다.

## 곡 목록
모든 곡들은 특별한 언급이 없는 한 새미 헤이거에 의해 작사/작곡하였다.
| #  | 제목                      | 재생 시간 |
| -- | ------------------------- | --------- |
| 1. | 〈When the Hammer Falls〉 | 4:09      |
| 2. | 〈Hands and Knees〉       | 4:52      |
| 3. | 〈Give to Live〉          | 4:23      |
| 4. | 〈Boys' Night Out〉       | 3:19      |
| 5. | 〈Returning Home〉        | 6:17      |

| #  | 제목                                    | 작사·작곡         | 재생 시간 |
| -- | --------------------------------------- | ----------------- | --------- |
| 1. | 〈Standin' at the Same Old Crossroads〉 |                   | 1:46      |
| 2. | 〈Privacy〉                             |                   | 5:23      |
| 3. | 〈Back into You〉                       | 헤이거, 제시 함스 | 5:15      |
| 4. | 〈Eagles Fly〉                          |                   | 5:00      |
| 5. | 〈What They Gonna Say Now〉             |                   | 5:09      |